# Neivamyrmex hopei
Neivamyrmex hopei är en myrart som först beskrevs av William Edward Shuckard 1840.  Neivamyrmex hopei ingår i släktet Neivamyrmex och familjen myror. Inga underarter finns listade i Catalogue of Life.

## Bildgalleri

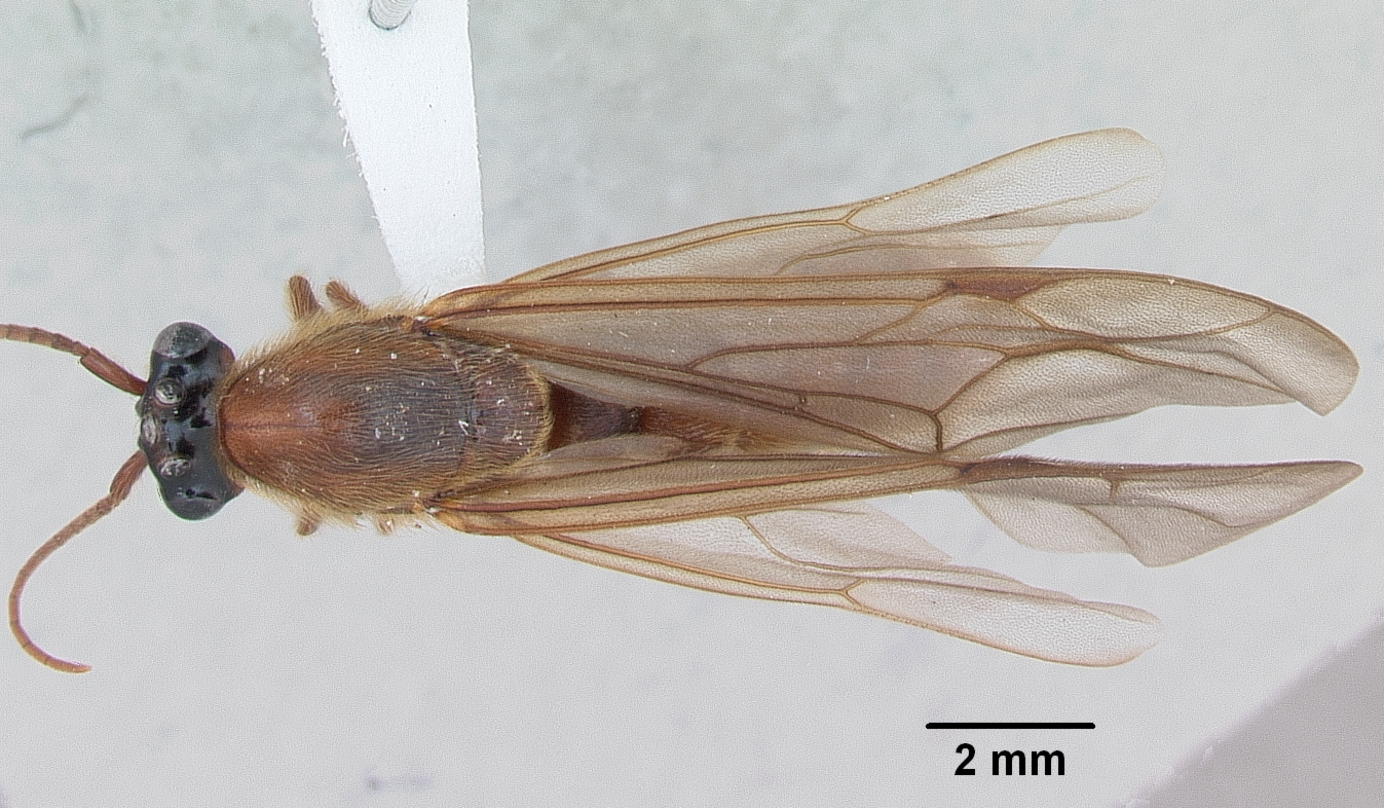
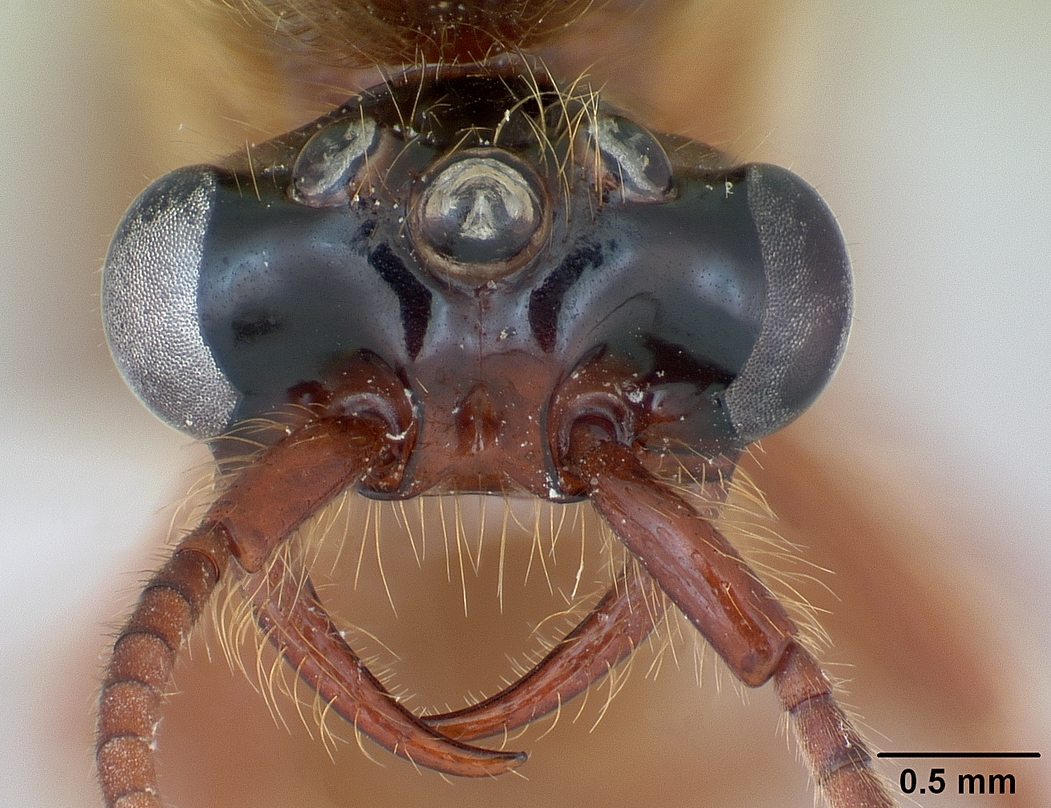
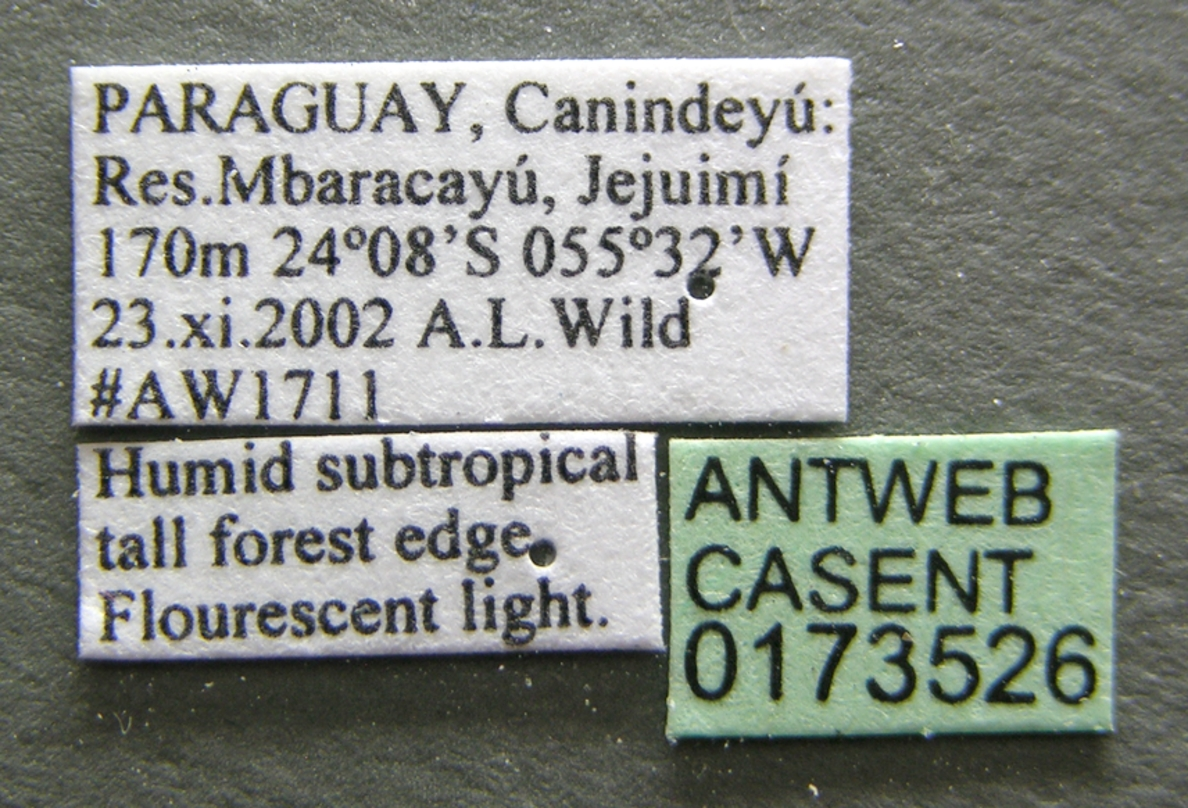
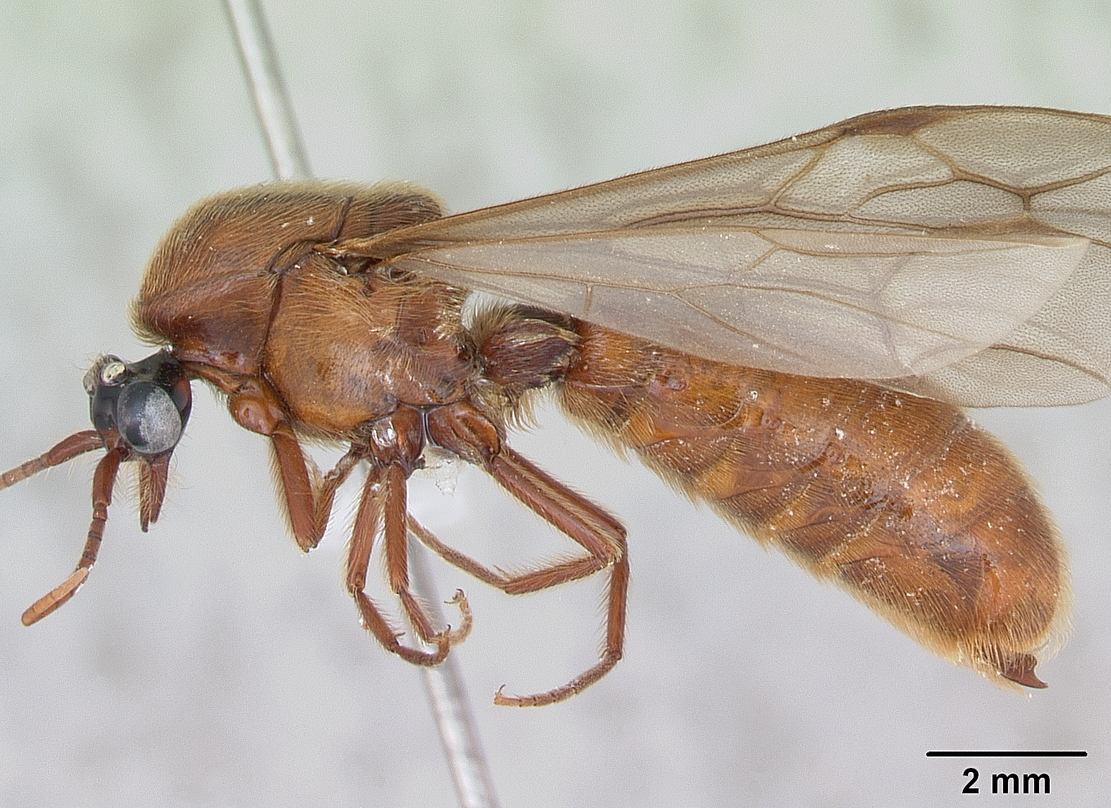
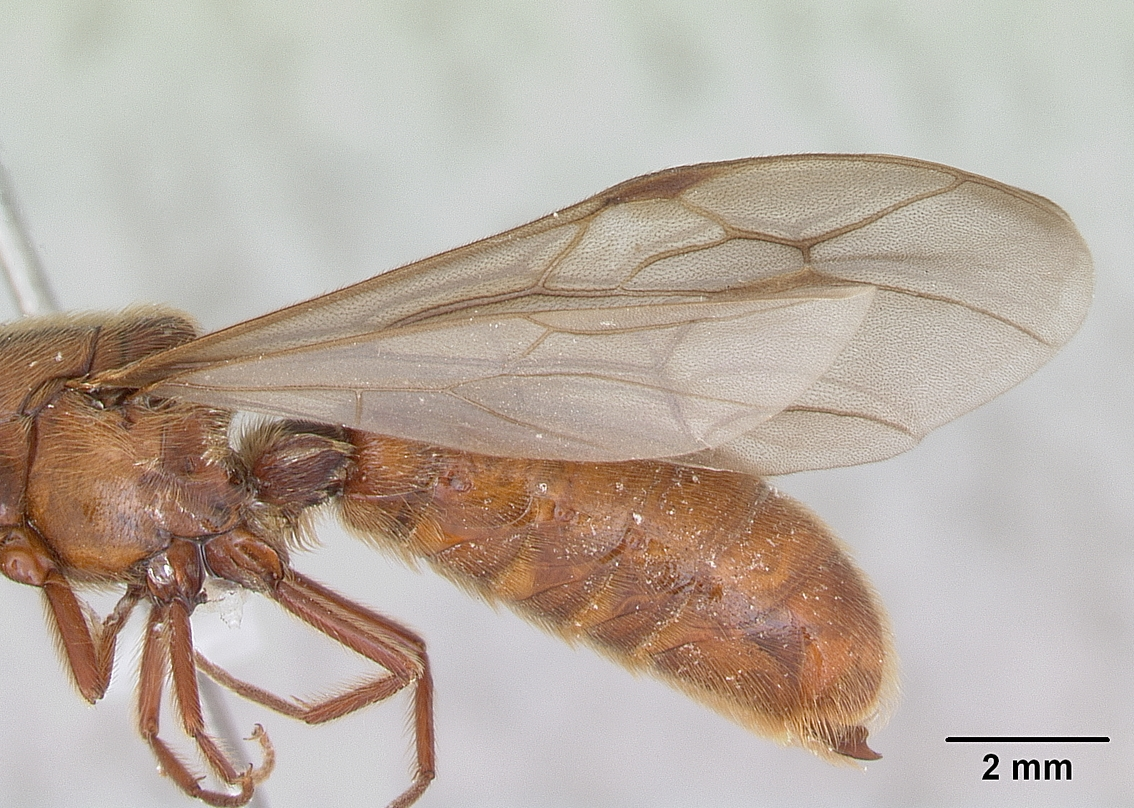
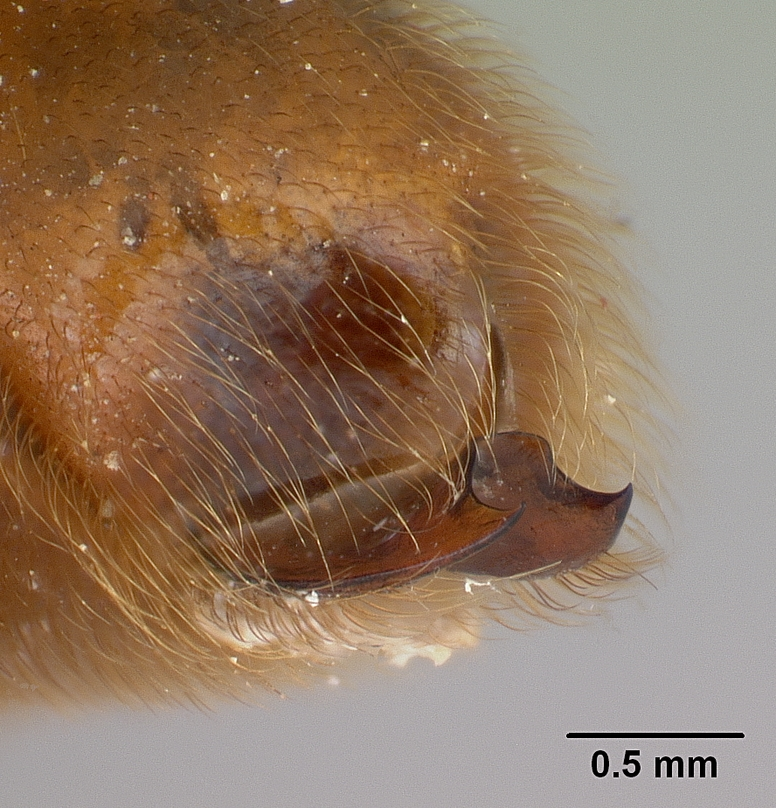